# Koprzywnica (Sainte-Croix)
Koprzywnica est une ville de la voïvodie de Sainte-Croix et du powiat de Sandomierz. Elle est le siège de la gmina de Koprzywnica ; elle s'étend sur 17,9 km2 et comptait 2 536 habitants en 2008.

## Histoire
La ville comptait une communauté juive historique importante, environ un tiers des habitants avant la Shoah. En 1942, 1800 Juifs sont enfermés dans un ghetto avant leur assassinat en camp d'extermination à Treblinka et lors d'exécutions de masse